# Alena Bieć
Alena Bieć, ros. Jelena Biet´ (ur. 2 maja 1976) – białoruska kajakarka. Konkurowała na dwóch letnich igrzyskach olimpijskich: w 2000 i 2004.